# The Invasion of Time
A The Invasion of Time a Doctor Who sorozat kilencvenhetedik része, amit 1978. február 4.-e és március 11.-e között vetítettek hat epizódban.
Ebben az epizódban jelent meg utoljára Louise Jameson mint Leela, és ebben a rész távozott el a K9 Mark I, akinek a helyére a Mark II került.

## Történet
A Doktor és Leela Gallifrey-re érkeznek. A Doktor nagyon furcsán viselkedik. Miután a Legfelsőbb Tanács Elnökévé választják, elárulja a hazáját - de csak azért, hogy megmentse. Nemcsak szülőbolygóját, hanem az egész univerzumot meg kell mentenie egy félelmetes, háborúmániás fajtól, továbbá a szontároktól. Leela, egy csapat "kiugrott", és néhány renitens Idő Lord segít neki.

## Epizódok listája
| Epizódok sorszáma | Bemutató napja    | Hossza | Nézők száma (millió) |
| ----------------- | ----------------- | ------ | -------------------- |
| 1.                | 1978. február 4.  | 25:00  | 11,2                 |
| 2.                | 1978. február 11. | 25:00  | 11,4                 |
| 3.                | 1978. február 18. | 25:00  | 9,5                  |
| 4.                | 1978. február 25. | 23:31  | 10,9                 |
| 5.                | 1978. március 4.  | 25:00  | 10,3                 |
| 6.                | 1978. március 11. | 25:44  | 9,8                  |

## Könyvkiadás
A könyvváltozatát 1980. február 21.-n adta ki a Target könyvkiadó.

## Otthoni kiadás
- VHS-n 2000 márciusában adták ki.
- DVD-n 2008. május 5.-n adták ki, a Bred for War dobozban a . A változatot felújították új CGI effektusokat.
  - 2008. szeptember 3.-n adták ki az 1-s régióban.

### Fordítás
- Ez a szócikk részben vagy egészben  a   The_Invasion_of_Time című angol Wikipédia-szócikk fordításán alapul.  Az eredeti cikk szerkesztőit annak laptörténete sorolja fel. Ez a jelzés csupán a megfogalmazás eredetét és a szerzői jogokat jelzi, nem szolgál a cikkben szereplő információk forrásmegjelöléseként.